# براين لوهس
براين ك. لوهس (بالإنجليزية: Brian K. Lohse) (ولد في 27 نوفمبر 1968) هو محامٍ وسياسي أمريكي ينتمي إلى الحزب الجمهوري. انتُخب عضوًا في مجلس نواب ولاية آيوا عام 2018، ممثلًا عن الدائرة 30، خلفًا للنائب زاك نَن.

## الحياة المهنية والسياسية
قبل دخوله المجلس التشريعي للولاية، خدم لوهس لمدة ثماني سنوات كعضو في مجلس مدينة بوندورانت في ولاية آيوا، حيث ساهم في قضايا التنمية المحلية والبنية التحتية. وهو حاصل على شهادة في القانون، وعمل في السابق في مجال الممارسة القانونية الخاصة.

## مواقف وأولويات
في عمله التشريعي، ركّز لوهس على قضايا مثل التعليم، وتخفيف الضرائب، ودعم الاقتصاد المحلي. كما عمل في لجان تشريعية متنوعة داخل المجلس، بما في ذلك لجان تتعلق بالموازنة والقضاء.

## الحياة الشخصية
يعيش براين لوهس في بوندورانت، آيوا مع أسرته، ويُعرف بنشاطه المجتمعي ومساهماته الخيرية، خاصة بعد فوزه بجائزة يانصيب كبرى استخدم جزءًا منها في دعم مشاريع مجتمعية.

## وصلات خارجية
- صفحة براين لوهس في الهيئة التشريعية لولاية آيوا
- تقرير ABC News عن مساهماته المجتمعية